# 阿爾瓦羅·阿爾蘇
阿尔瓦罗·恩里克·阿尔苏·伊里戈延（Álvaro Enrique Arzú Irigoyen，1946年3月14日—2018年4月27日）生于危地马拉市，危地马拉总统（1996年—2000年）。2004年1月第三次出任危地马拉市长。
阿尔苏是控制危地马拉经济命脉的八大家族之一的“阿尔苏家族”的主要成员。1980年，阿尔苏加入全国解放运动，从此步入政坛，后因与该运动领导人政见分歧被开除。后加入全国革新党。1982年作为该党候选人竞选危地拉马拉市长获胜，后因发生军事政变未能就职。1986年─1990年，1991年─1992年两次出任危地马拉市市长。1990年创立了全国先锋党，并任该党领袖。1991年1月－9月出任外交部长。1996年1月7日作为全国先锋党候选人在总统选举中获胜，同年1月14日宣誓就职，任期4年。1997年1月，联合国教科文组织授予他1996年度费利克斯·乌弗埃-博瓦尼和平奖，以表彰他与危地马拉反政府游击队签署了和平协议，结束了危地马拉长达36年的内战。
2018年4月27日在首都瓜地馬拉市心臟病發辭世，享壽72歲。